# Facultad de Ciencias Agropecuarias (UNER)
La Facultad de Ciencias Agropecuarias es una de las nueve facultades de la Universidad Nacional de Entre Ríos. Se encuentra ubicada en la ciudad de Oro Verde, provincia de Entre Ríos, Argentina. La única carrera de grado de la facultad es la Ingeniería Agronómica.

## Sede
La sede de la facultad se encuentra en el predio de la UNER en Oro Verde, donde también se sitúa la Facultad de Ingeniería. Además se realizan actividades en los campos "R. Roldán" y "Paraje La Virgen", que se encuentran en la zona.
El edificio se compone de 5 pabellones, de los cuales uno corresponde a actividades administrativas, tres a aulas y laboratorios y el último se utiliza para actividades de producción animal. Cuenta también con un Salón de Usos Múltiples (SUM), Taller de mantenimiento y cinco invernáculos. Junto a la Facultad de Ingeniería comparte el Centro de Medios y el Comedor Universitario.
La facultad a su vez es la encargada de administrar el Jardín Botánico Oro Verde.

## Carreras
- Ingeniería Agronómica
- Tecnicatura Universitaria en Jardinería
- Tecnicatura Universitaria en Organización de Empresas Agropecuarias
- Tecnicatura Universitaria en Sistemas de Riego
- Tecnicatura Universitaria en Manejo de Granos y Semillas

## Autoridades de la FCA-UNER
- Decano: Dr. Ing.  Agr. Pedro A. Barbagelata
- Vice Decano: Dra. Ing. Agr. Silvia Benintende
- Secretario General: Ing. Agr. Walter Uhrich
- Secretario Académico: Ing. Agr. Carina Musante
- Secretario de Extensión: Ing. Agr. Mg. Rodrigo Penco
- Secretario de Ciencia y Técnica: Dr. Ing. Agr. Octavio Caviglia
- Secretario de Economía y Finanzas: Cdor. Facundo Matteoda
- Coordinador de Asuntos Estudiantiles: Karen Karst
- Nodo de Vinculación Tecnológica: Ing. Agr. Diego Álvarez Daneri